# Les Arcs
Les Arcs [lez‿aʁk], auch Les Arcs-sur-Argens genannt, ist eine französische Gemeinde mit 7844 Einwohnern (Stand 1. Januar 2022) im Département Var in der Region Provence-Alpes-Côte d’Azur. Sie gehört zum Arrondissement Draguignan und ist Mitglied im Gemeindeverband Dracénie Provence Verdon Agglomération. Die Bewohner werden Arcois und Arcoises genannt.

## Geografie
Les Arcs liegt in der Provence in einem breiten Tal am Zusammenfluss von Argens und Réal. Nach Norden hin erheben sich kleine teils bewaldete, teils bepflanzte Hügel. Im Süden, auf der anderen Talseite, erheben sich weit schroffer die Ausläufer des Massif des Maures mit dem 301 m hohen Peynier. Von den höher gelegenen Ortsteilen aus hat der Besucher einen schönen Rundblick über das Argenstal.
Die Gemeinde liegt etwa acht Kilometer von Draguignan, der ehemaligen Präfektur des Departements, und der historischen Sarazenenhochburg La Garde-Freinet entfernt an einer wichtigen Passage auf dem Weg vom Meer ins Landesinnere. Bereits in der römischen Antike führte hier eine Brücke der Via Aurelia über den Argens. Eine moderne Fortsetzung findet das verkehrstechnische Gewicht von Les Arcs im SNCF-Bahnhof an der Bahnstrecke Marseille–Ventimiglia, an dem auch der TGV hält. Die Zweigstrecke nach Draguignan dient nur noch auf einem Teilabschnitt dem Güterverkehr.
Umgeben wird Les Arcs von den sechs Nachbargemeinden:
| Draguignan | Trans-en-Provence                           | La Motte |
| Taradeau   | Kompassrose, die auf Nachbargemeinden zeigt | Le Muy   |
|            | Vidauban                                    |          |

## Geschichte
Im Jahr 1010 wurde der lateinische Name Archos („Bogen“) für den Ort verwendet, der auf Castrum de Arcubus zurückgeht.
Die Abtei Celle-Roubaud wurde 1038 zunächst als Benediktinerinnenkloster gegründet. Von 1260 bis 1499 war die Abtei eine Kartause der Kartäuserinnen, ab 1504 Franziskanerkloster. Dem Kloster ist ein Weingut angegliedert.
Vom 12. bis zum 17. Jahrhundert war Les Arcs im Besitz der Familie Villeneuve, unter deren Herrschaft mit dem Bau der Burganlage begonnen wurde. Im Jahr 1201 ließ sich dann Géraud de Villeneuve als erster Burgherr im fertiggestellten Château nieder. 1670 ging die Herrschaft an das Geschlecht der Vintimille über.

## Bevölkerungsentwicklung
| Les Arcs: Einwohnerzahlen von 1793 bis 2016                                                                                | Les Arcs: Einwohnerzahlen von 1793 bis 2016 | Les Arcs: Einwohnerzahlen von 1793 bis 2016 | Les Arcs: Einwohnerzahlen von 1793 bis 2016 | Les Arcs: Einwohnerzahlen von 1793 bis 2016 |
| --- | ------------------------------------------- | ------------------------------------------- | ------------------------------------------- | ------------------------------------------- |
| Jahr |                                             |                                             |                                             | Einwohner                                   |
| 1793 | 1793                                        |                                             | 2.245                                       | 2.245                                       |
| 1800 | 1800                                        |                                             | 2.414                                       | 2.414                                       |
| 1806 | 1806                                        |                                             | 2.333                                       | 2.333                                       |
| 1821 | 1821                                        |                                             | 2.380                                       | 2.380                                       |
| 1831 | 1831                                        |                                             | 2.448                                       | 2.448                                       |
| 1836 | 1836                                        |                                             | 2.474                                       | 2.474                                       |
| 1841 | 1841                                        |                                             | 2.707                                       | 2.707                                       |
| 1846 | 1846                                        |                                             | 2.684                                       | 2.684                                       |
| 1851 | 1851                                        |                                             | 2.769                                       | 2.769                                       |
| 1856 | 1856                                        |                                             | 2.677                                       | 2.677                                       |
| 1861 | 1861                                        |                                             | 2.758                                       | 2.758                                       |
| 1866 | 1866                                        |                                             | 3.003                                       | 3.003                                       |
| 1872 | 1872                                        |                                             | 2.966                                       | 2.966                                       |
| 1876 | 1876                                        |                                             | 2.993                                       | 2.993                                       |
| 1881 | 1881                                        |                                             | 2.829                                       | 2.829                                       |
| 1886 | 1886                                        |                                             | 2.789                                       | 2.789                                       |
| 1891 | 1891                                        |                                             | 2.562                                       | 2.562                                       |
| 1896 | 1896                                        |                                             | 2.532                                       | 2.532                                       |
| 1901 | 1901                                        |                                             | 2.941                                       | 2.941                                       |
| 1906 | 1906                                        |                                             | 2.976                                       | 2.976                                       |
| 1911 | 1911                                        |                                             | 3.071                                       | 3.071                                       |
| 1921 | 1921                                        |                                             | 3.029                                       | 3.029                                       |
| 1926 | 1926                                        |                                             | 3.120                                       | 3.120                                       |
| 1931 | 1931                                        |                                             | 3.300                                       | 3.300                                       |
| 1936 | 1936                                        |                                             | 3.163                                       | 3.163                                       |
| 1946 | 1946                                        |                                             | 2.957                                       | 2.957                                       |
| 1954 | 1954                                        |                                             | 2.849                                       | 2.849                                       |
| 1962 | 1962                                        |                                             | 3.140                                       | 3.140                                       |
| 1968 | 1968                                        |                                             | 3.324                                       | 3.324                                       |
| 1975 | 1975                                        |                                             | 3.324                                       | 3.324                                       |
| 1982 | 1982                                        |                                             | 3.786                                       | 3.786                                       |
| 1990 | 1990                                        |                                             | 4.744                                       | 4.744                                       |
| 1999 | 1999                                        |                                             | 5.334                                       | 5.334                                       |
| 2006 | 2006                                        |                                             | 6.108                                       | 6.108                                       |
| 2011 | 2011                                        |                                             | 6.743                                       | 6.743                                       |
| 2016 | 2016                                        |                                             | 7.104                                       | 7.104                                       |
| Quelle(n): EHESS/Cassini bis 1999, INSEE ab 2006 Anmerkung(en): Ab 1962 offizielle Zahlen ohne Einwohner mit Zweitwohnsitz |                                             |                                             |                                             |                                             |

## Sehenswürdigkeiten

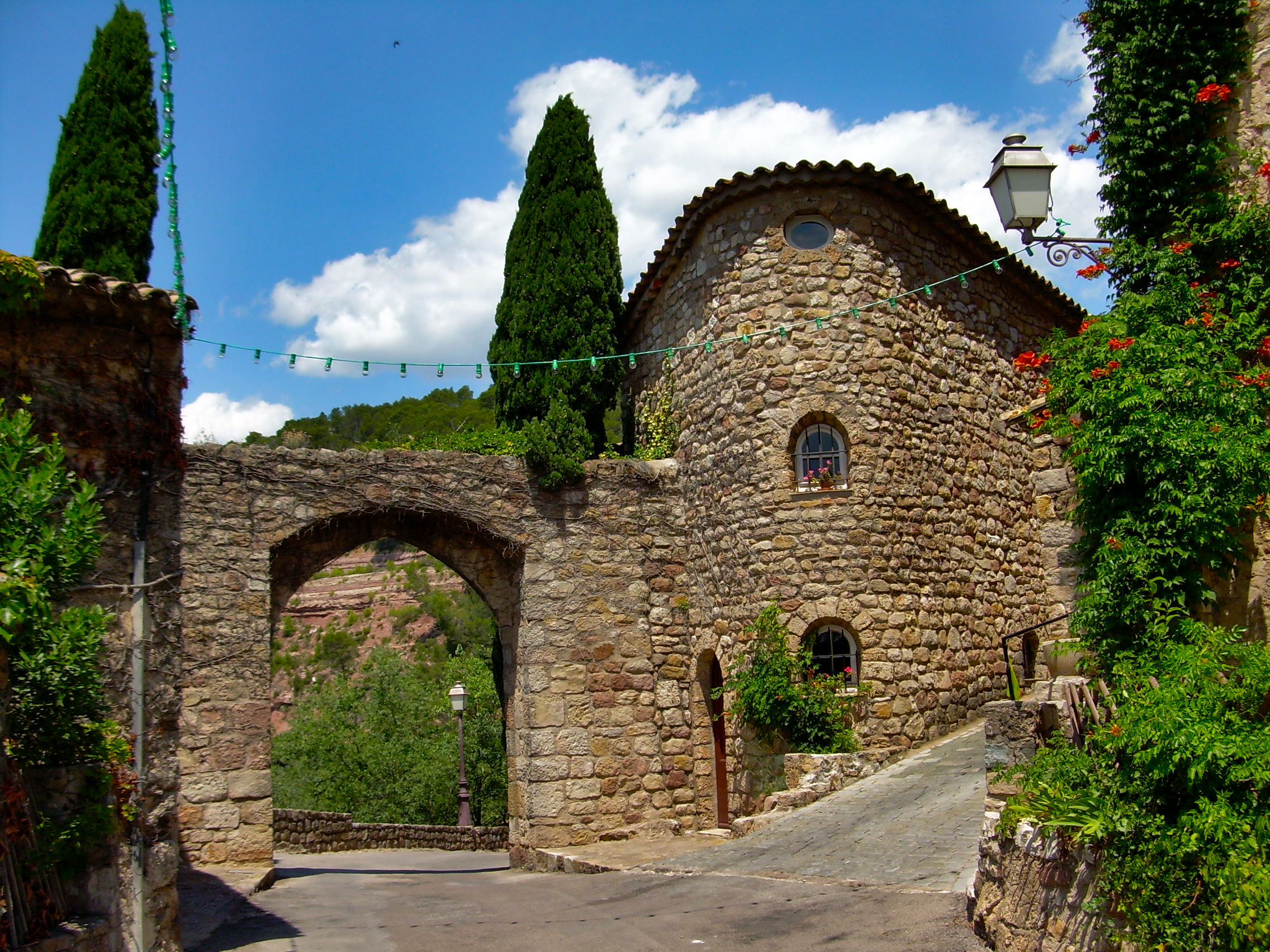
Das Réal-Tor, eines von vier Stadttoren
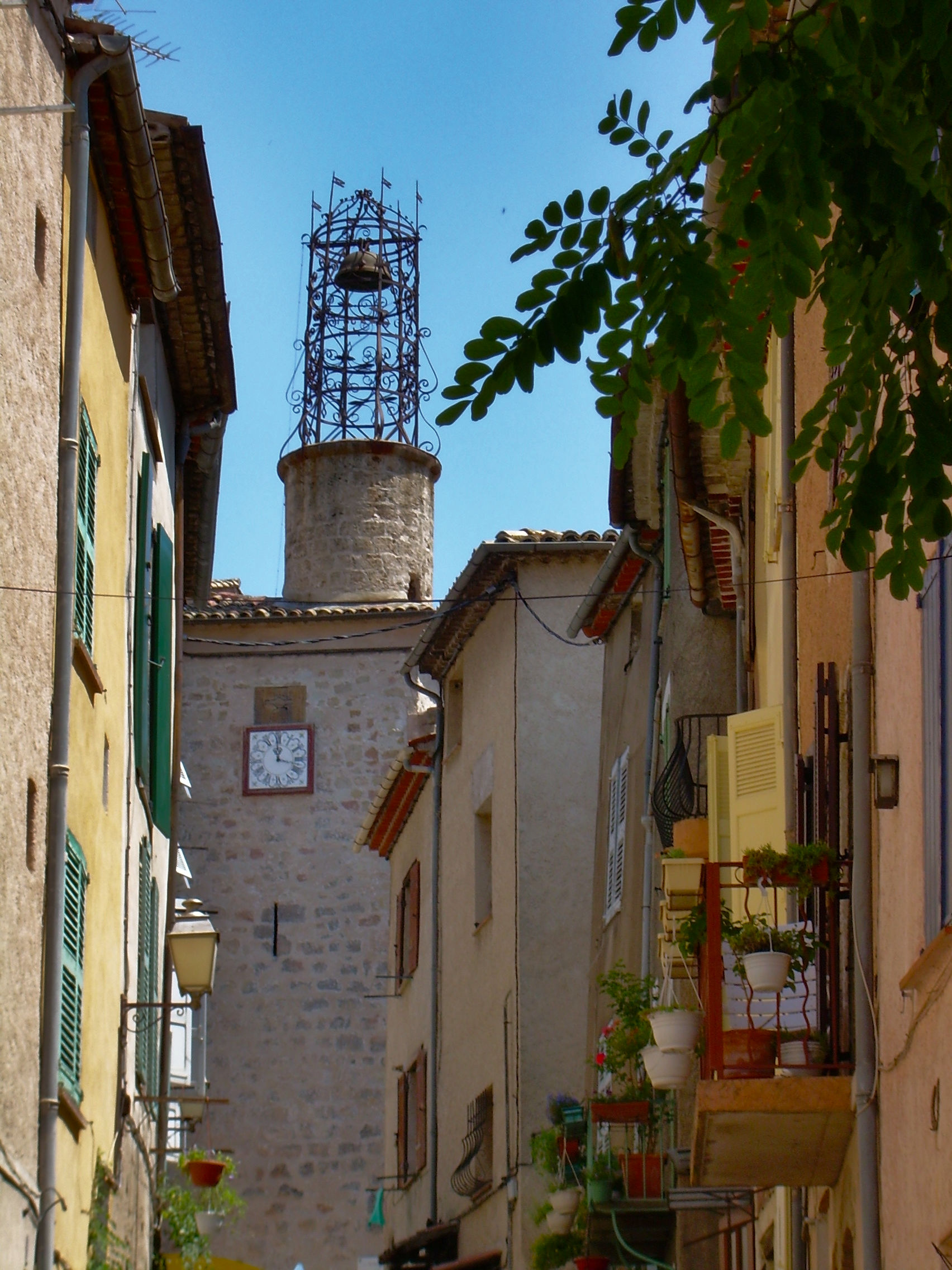
Uhrturm
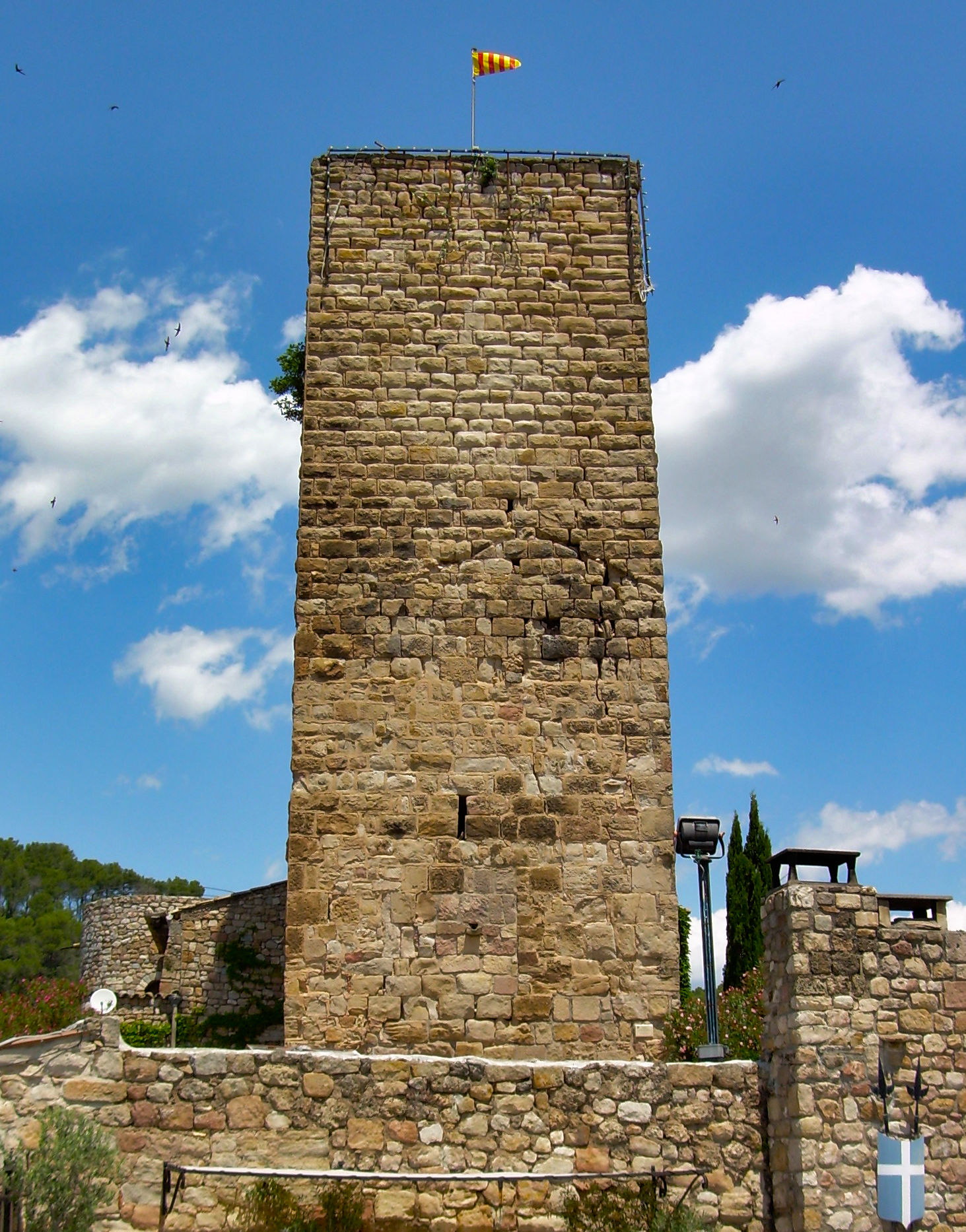
Kerkerturm Sarrasine
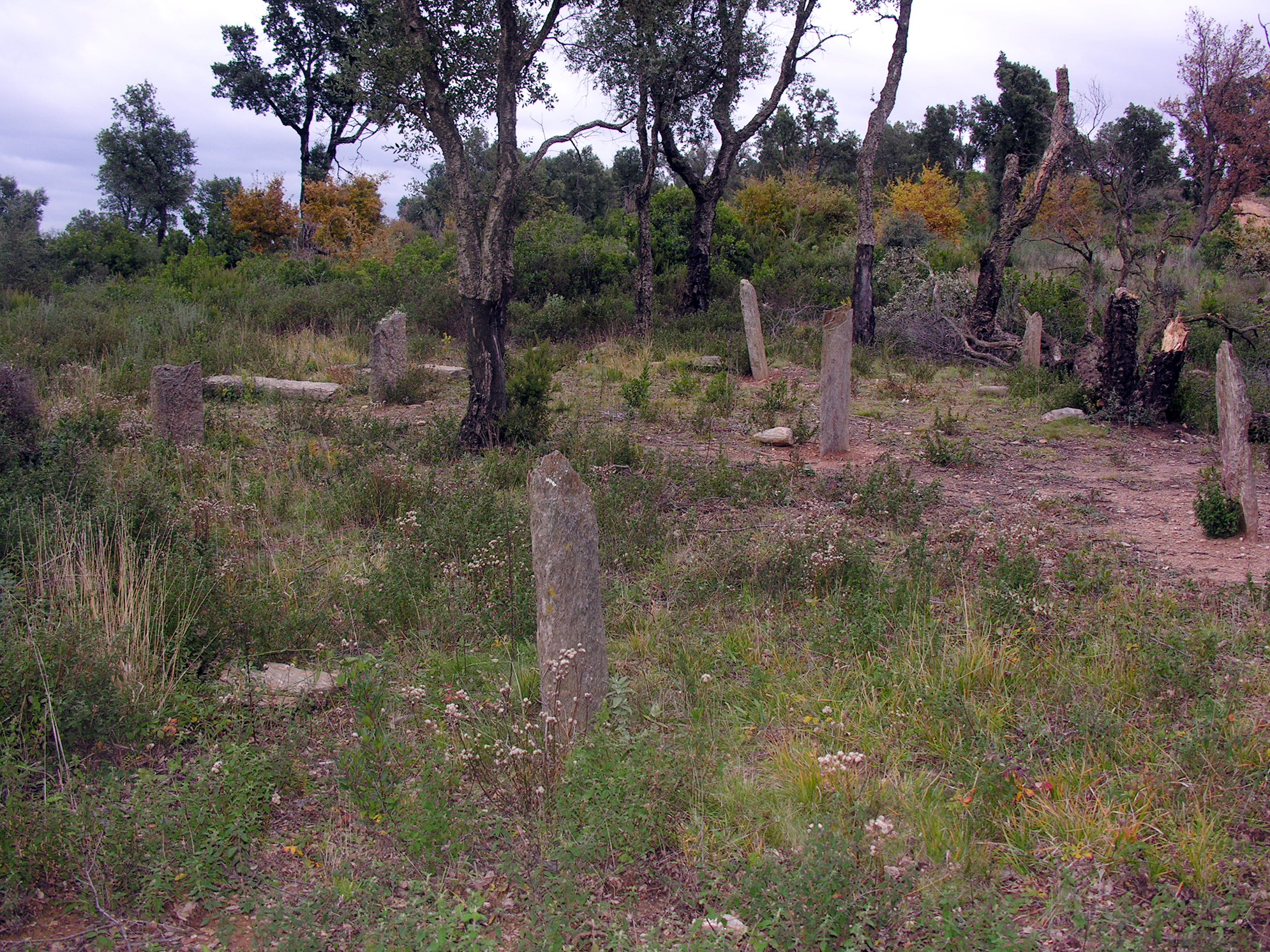
Die neun Menhire von Terriers
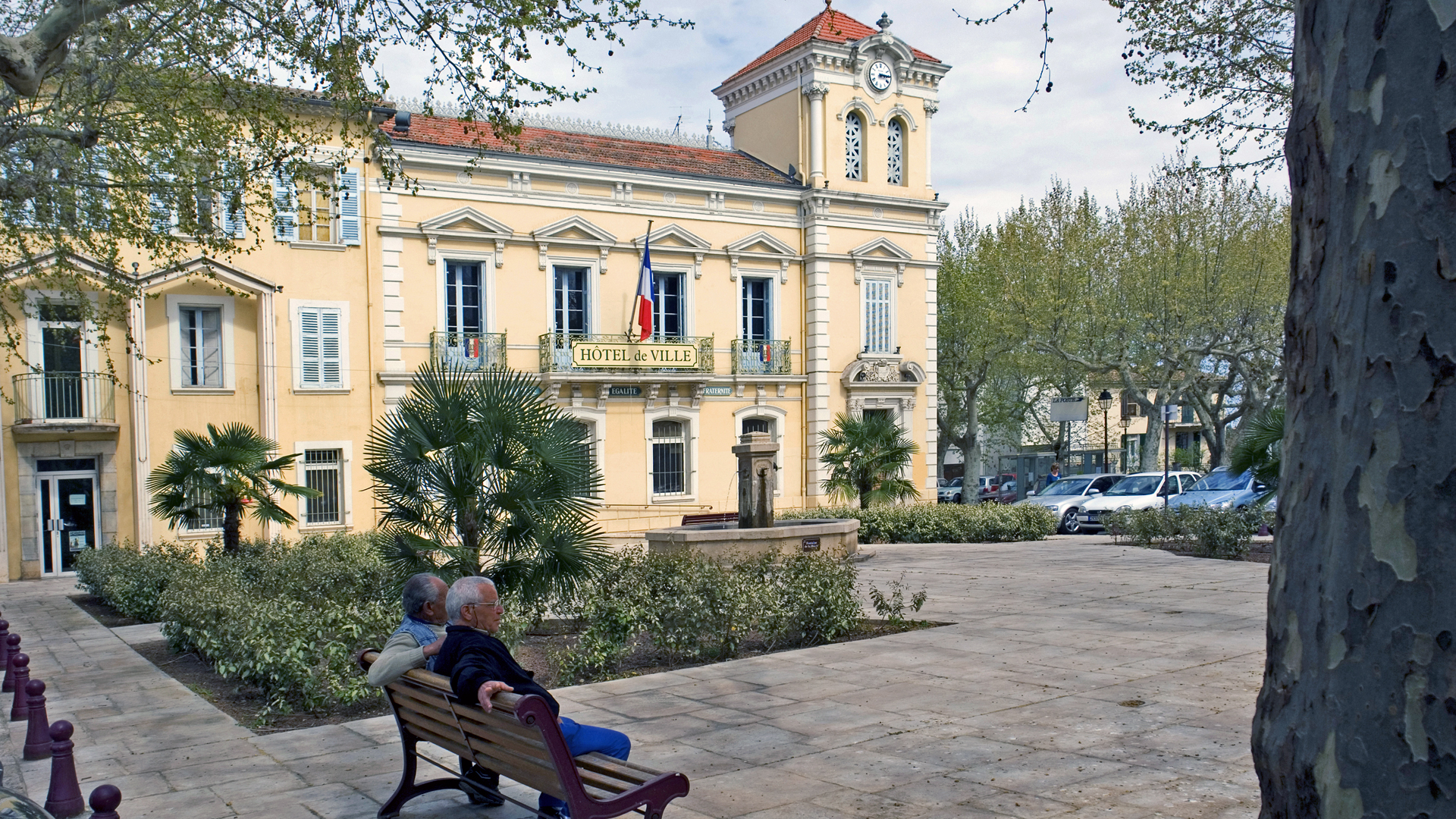
Hôtel de ville (Rathaus)

Klosteranlage Sainte-Roseline
Sie stammt aus dem 16. Jahrhundert und ihre Kapelle ist seit 1980 als Monument historique klassifiziert, restliche Teile eingeschrieben

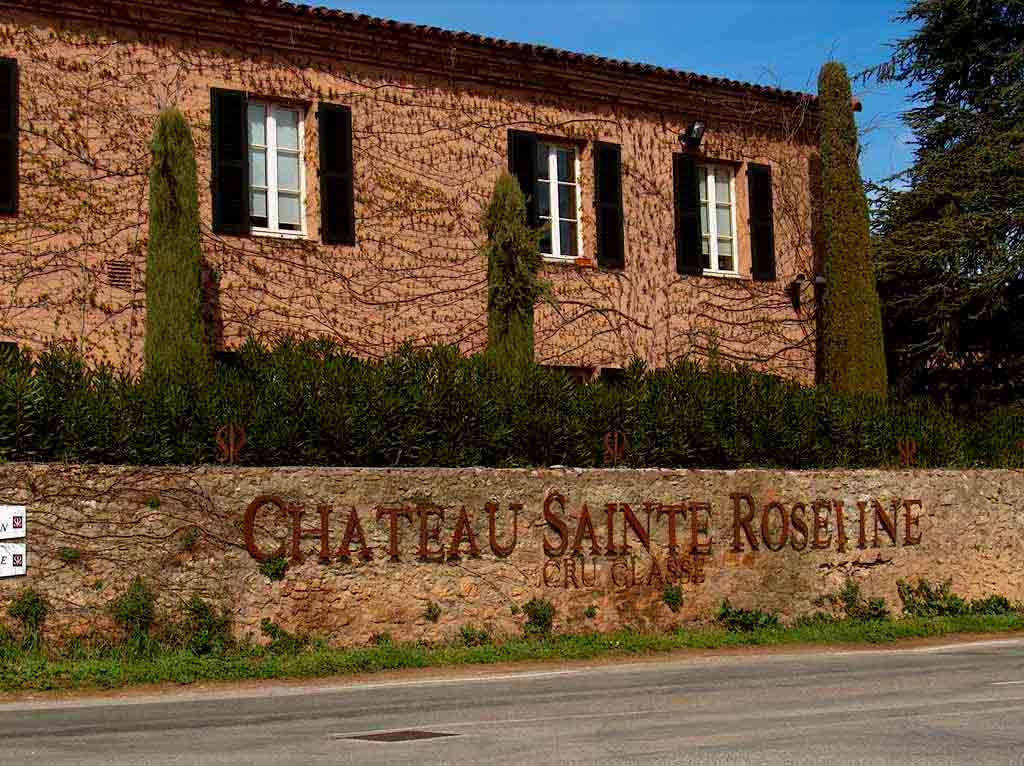
Haupteingang
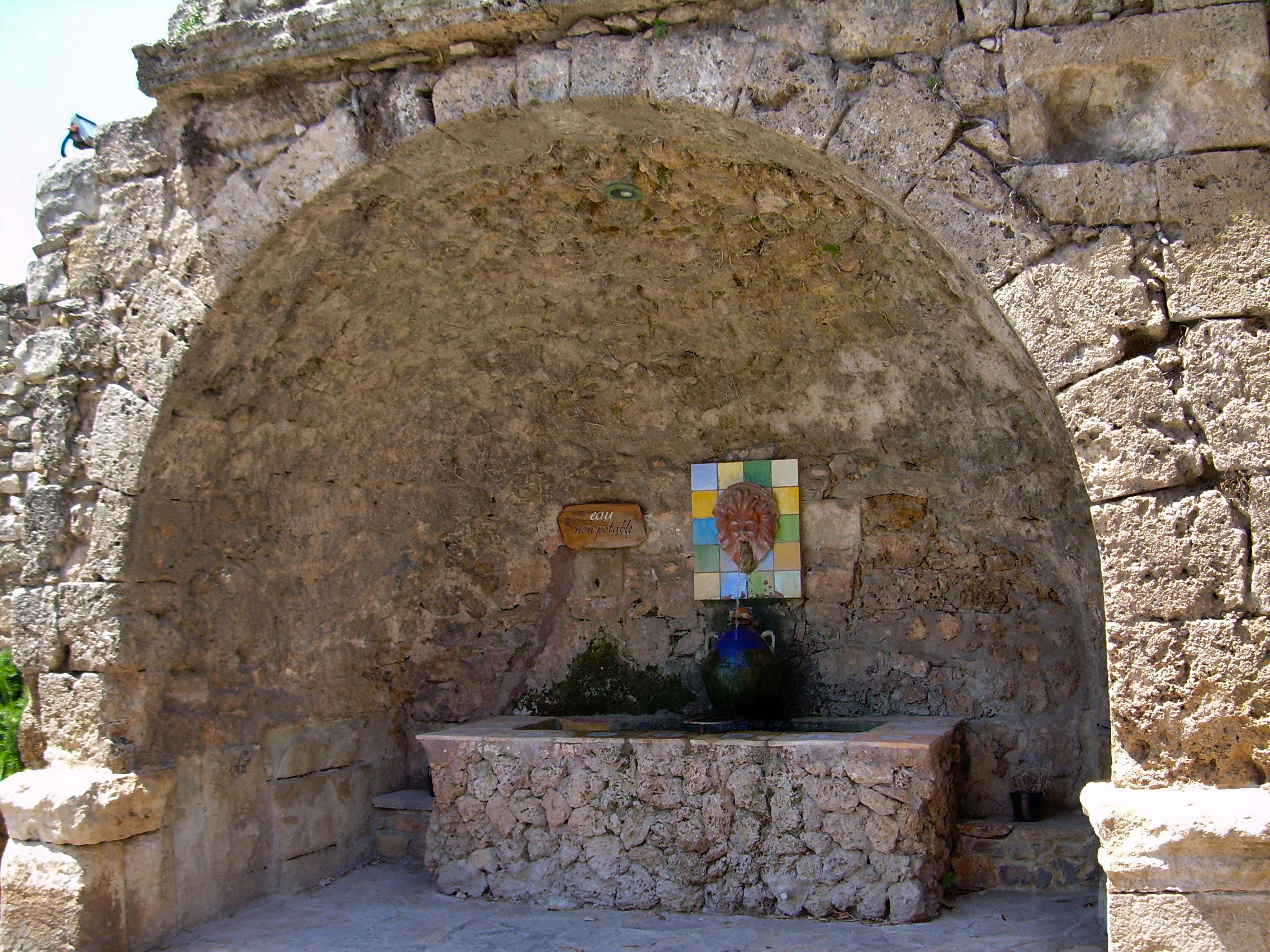
Brunnen im Eingangsbereich
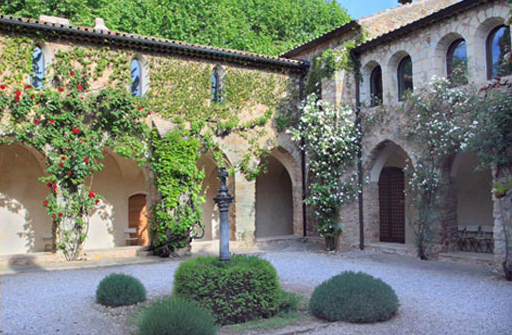
Innenhof mit Kreuzgang
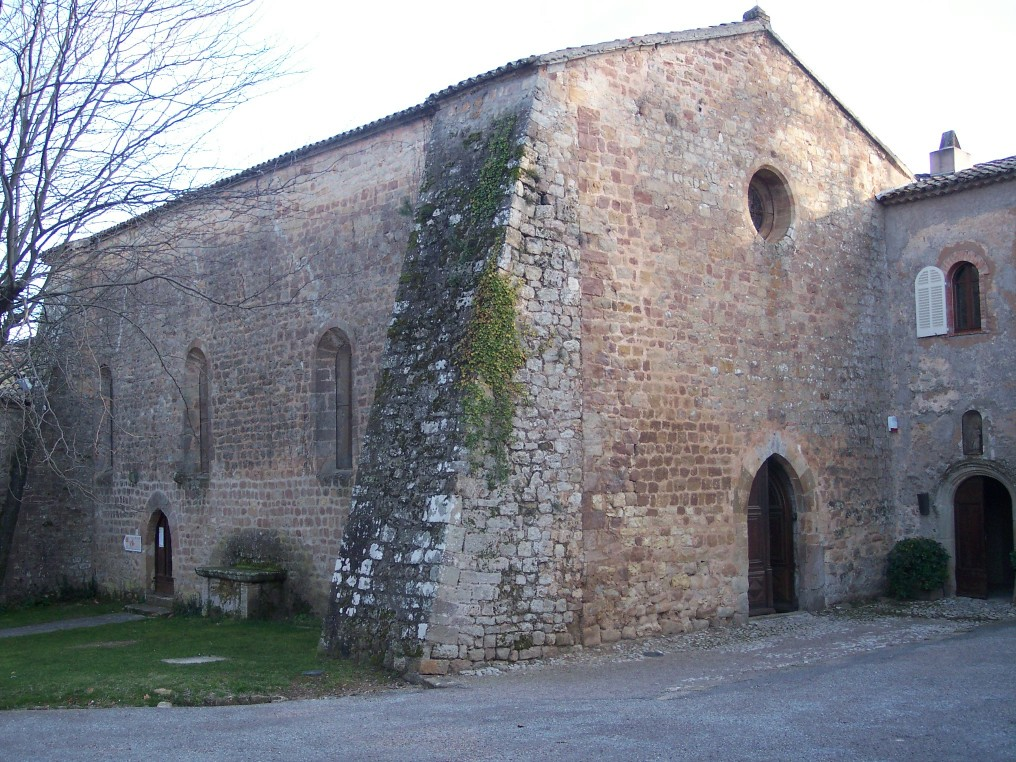
Kapelle Sainte-Roseline
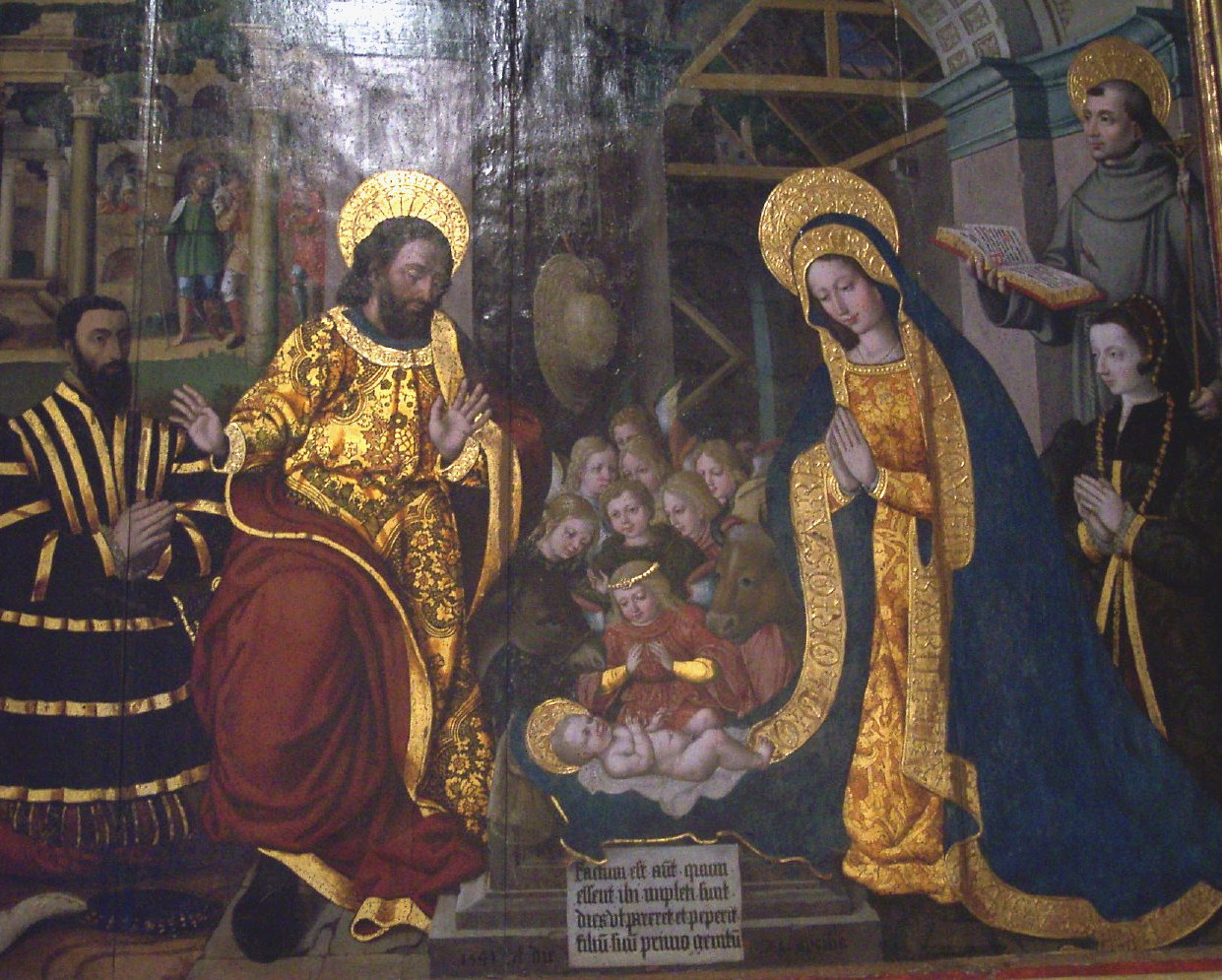
Altarretabel der Kapelle

Sonstiges
- Die Kirche Saint-Jean-Baptiste enthält ein Fresco der Johanna von Orleans.
- In der Kirche Notre-Dame (auch Saint Pierre du Parage genannt) finden Gemäldeausstellungen statt.
- Heimatmuseum (Musée de l’histoire des Arcs)[1]

## Persönlichkeiten

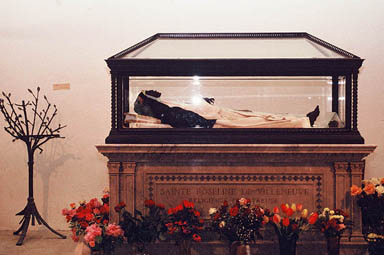
Mumie der heiligen Roseline

- Die heilige Roseline von Celle-Roubaud wurde 1263 in Les Arcs (Château d’Arcs) geboren und starb 1329 in der Abtei Celle-Roubaud. 15-jährig trat sie den Karthäuserinnen bei. Ab etwa 1300 wirkte sie als Priorin in der Kartause ihres Heimatortes. Schon zu Lebzeiten galt sie als strenge Büßerin und wurde für ihr Charisma und ihre Wundertätigkeit gerühmt. Roseline wird in der katholischen Tradition als Fürsprecherin bei Augenleiden angerufen. Sie gilt als Patronin der Kartäuser und Malteser. In der Kunst wird sie in Ordenstracht mit Kerze, Lilie, Kranz und Buch dargestellt. Roseline von Celle-Roubaud wurde 1859 heiliggesprochen. Ihr Grab befindet sich in der Kapelle von Celle-Roubaud.
- Les Arcs ist die Heimat des Naturforschers Guillaume-Antoine Olivier (1756–1814).
- Antoine Truc, Mitglied im Rat der Fünfhundert (Conseil des Cinq-Cents während des Direktoriums), stammt aus Les Arcs.
- Léon-Gabriel Gros (1905–1985), französischer Dichter und Literaturkritiker, geboren in Les Arcs